# New Collection
New Collection è una raccolta dei Tokio Hotel pubblicata esclusivamente in Ucraina, in seguito al successo commerciale della band.

## Descrizione
La raccolta è composta da brani tratti dai tre precedenti album in studio del gruppo, ovvero Schrei (2005), Zimmer 483 (2007) e Scream (2008).

## Tracce
1. Monsoon – 4:01
2. Ready, Set, Go! – 3:34
3. Schrei – 3:17
4. Spring nicht – 4:08
5. Love Is Dead – 3:40
6. Rescue Me – 3:49
7. Break Away – 3:24
8. Freunde Bleiben – 3:44
9. Final Day – 3:13
10. By Your Side – 4:22
11. Sacred – 4:00
12. Ich Bin Nicht Ich – 3:49
13. Reden – 3:11
14. On The Edge – 4:07
15. Nach Dir Kommt Nichts – 3:11
16. Gegen Meinen Willem – 3:36
17. Leb Die Sekunde – 3:45
18. Ich Brech Aus – 3:23
19. Wo Sind Eure Hände – 3:36
20. Jung Und Nicht Mehr Jugendfrei – 3:21
21. Wir Sterben Niemals Aus – 2:56
22. Lass Uns Hier Raus – 3:09